# Yannick Bolasie
Yannick Bolasie, född 24 maj 1989 i Lyon, Frankrike, är en engelsk-kongolesisk fotbollsspelare som spelar för Criciúma. Han har även representerat DR Kongos landslag.

## Karriär
Bolasie bytte till Everton från Crystal Palace under sommar-transferfönstret 2016. Den 25 augusti 2018 lånades Bolasie ut till Aston Villa på ett låneavtal över säsongen 2018/2019. Den 21 januari 2019 återkallades Bolasie av Everton. Den 31 januari 2019 lånades Bolasie ut till belgiska Anderlecht på ett låneavtal över resten av säsongen 2018/2019.
I september 2019 lånades Bolasie ut till portugisiska Sporting Lissabon på ett låneavtal över säsongen 2019/2020. Den 28 januari 2021 lånades han ut till Middlesbrough på ett låneavtal över säsongen 2020/2021. Den 4 juni 2021 meddelade Everton att Bolasie skulle lämna klubben i samband med att hans kontrakt gick ut.
Den 27 augusti 2021 värvades Bolasie av turkiska Çaykur Rizespor, där han skrev på ett tvåårskontrakt med option på ytterligare ett år. Bolasie debuterade i Süper Lig den 12 september 2021 i en 2–0-förlust mot Hatayspor.
Den 27 november 2023 skrev Bolasie på ett korttidskontrakt med Championship-klubben Swansea City.